# Kylesa
A Kylesa amerikai metalegyüttes.

## Története
2001-ben alakult a Georgia állambeli Savannah városban. A név egy buddhista kifejezésből származik. Az együttes sludge metalt játszik, zenéjükben a pszichedelikus rock, a hardcore punk, a speed metal és a stoner rock elemei vegyülnek. A Kylesa két énekessel rendelkezik: Phillip-pel és Laurával. Hét nagylemezt jelentettek meg. A zenekar 2016 óta szünetet tart (hiatus).

## Tagok
- Philip Cope - ének, gitár (2001-2016)
- Laura Pleasants - ének, gitár (2001-2016)
- Carl McGinley - dob, ütős hangszerek (2006-2016)

## Korábbi tagok
- Brian Duke – basszusgitár, ének (2001, 2001-ben elhunyt)
- Corey Barhorst – basszusgitár, ének, billentyűk (2001–2007, 2008–2011)
- Javier Villegas – basszusgitár (2008)
- Chase Rudeseal – basszusgitár (2013–2017)
- Christian Depken – dob, ütős hangszerek (2001–2004)
- Brandon Baltzley – dob, ütős hangszerek (2004–2005)
- Jason Cadwell – dob, ütős hangszerek (2005)
- Jeff Porter – dob, ütős hangszerek (2006–2007)
- Tyler Newberry – dob, ütős hangszerek (2007, 2010–2013)
- Eric Hernandez – dob, ütős hangszerek (2008–2009, 2013–2015)

## Diszkográfia
- Kylesa (2002)
- To Walk a Middle Course (2005)
- Time Will Fuse Its Worth (2006)
- Static Tensions (2009)
- Spiral Shadow (2010)
- Ultraviolet (2013)
- Exhausting Fire (2015)